# Guymon (Oklahoma)
Guymon es una ciudad ubicada en el condado de Texas en el estado estadounidense de Oklahoma. En el año 2010 tenía una población de 	11442 habitantes y una densidad poblacional de 602,21 personas por km².

## Geografía

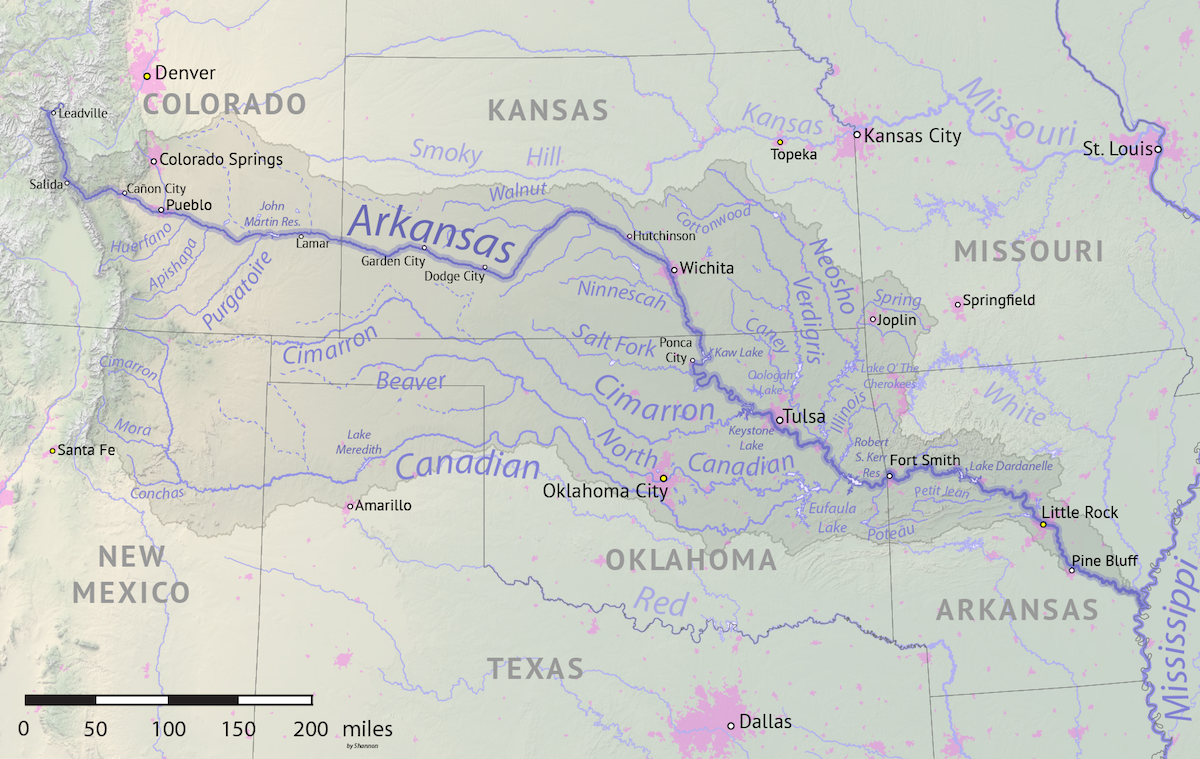
Guymon en mapa del río Arkansas

Guymon se encuentra ubicada en las coordenadas 36°41′7″N 101°28′46″O / 36.68528, -101.47944 (36.685383, -101.479582).

## Demografía
Según la Oficina del Censo en 2000 los ingresos medios por hogar en la localidad eran de $37,333 y los ingresos medios por familia eran $44,841. Los hombres tenían unos ingresos medios de $26,162 frente a los $20,450 para las mujeres. La renta per cápita para la localidad era de $15,682. Alrededor del 14.3% de la población estaban por debajo del umbral de pobreza.